# Olifantsrivier (Namibië)
De Olifantsrivier is een rivier in de Kalahari in Namibië. De totale lengte van de Olifantsrivier is ongeveer 400 km. 
De Olifantsrivier ontspringt in het zuidoosten van het Auasgebergte. De rivier stroomt in eerste instantie naar het oosten, en zwenkt dan af naar het zuidoosten, parallel aan de Auob. Uiteindelijk mondt de rivier ook uit in de Auob bij Tweerivier. 